# Podabrus alpinus
Podabrus alpinus – gatunek chrząszcza z rodziny omomiłkowatych i podrodziny Cantharinae. Borealno-górski, rozmieszczony od Pirenejów po Syberię. Zasiedla lasy. Owady dorosłe żerują na owadach i pyłku.

## Taksonomia
Gatunek ten opisany został po raz pierwszy w 1798 roku przez Gustafa von Paykulla pod nazwą Cantharis alpina.

## Morfologia
Chrząszcz o podłużnym ciele długości od 11 do 14 mm. Głowa jest wydłużona, wąska, za oczami szyjowato przewężona, o długich skroniach. Ubarwienie głowy jest czarne z żółtawym do pomarańczowego przodem lub jednolicie brązowożółte do czerwonego. Między podstawami czułków brak jest podłużnego wcięcia. Oczy są wyłupiaste. Czułki są pomarańczowe u nasady, ale ku szczytom ciemnieją. Szwy gularne na spodzie głowy stykają się. Przedplecze jest jednolicie brązowożółte do czerwonego lub czarne z żółtymi do czerwonych obrzeżeniami bocznymi. Kształt ma poprzeczny, około półtorakrotnie szerszy niż dłuższy, z szeroką podstawą, wklęsłą krawędzią tylną i ostrymi kątami tylnymi. Pokrywy pomarańczowe, brązowożółte lub czarne, w ostatnim przypadku czasem z wąskim czerwonym obrzeżeniem przedniej połowy krawędzi bocznych. Powierzchnię pokryw porasta skąpe, krótkie owłosienie. Barwa odnóży jest całkowicie pomarańczowa lub pomarańczowa z ciemniejszymi udami.

## Ekologia i występowanie

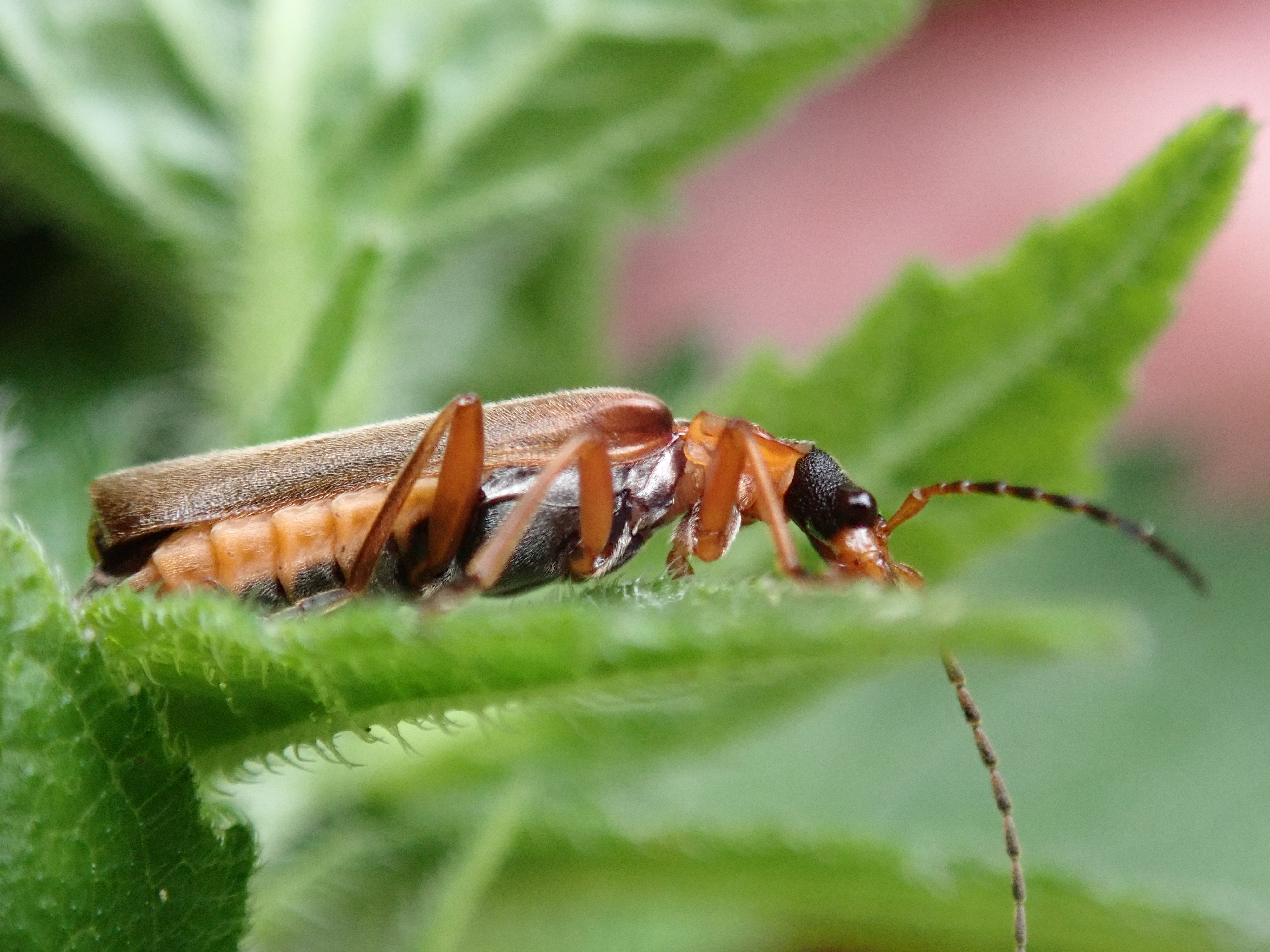
Imago na roślinie

Owad o rozsiedleniu borealno-górskim. Występuje głównie na pogórzach i w górach, gdzie dochodzi do rzędnych około 2000 m n.p.m. (w Tatrach do 1500 m n.p.m.). Częsty jest zwłaszcza w reglu dolnym. Nie przekracza górnej granicy lasu. Na nizinach jest rzadko spotykany, znany z rozproszonych stanowisk, związany z naturalnymi i mało zmienionymi drzewostanami w większych kompleksach leśnych, najczęściej w rejonach pagórkowatych. Owady dorosłe pojawiają się w maju i obserwowane są do lipca lub sierpnia. Spotykane są na krzewach, młodych sosnach, kwiatach selerowatych i leżącym drewnie. Żerują na owadach i pyłku. Loty odbywają koło drzew w ciepłe wieczory. Przylatują do sztucznych źródeł światła.
Gatunek palearktyczny o rozmieszczeniu eurosyberyjskim. W Europie znany jest z Irlandii, Wielkiej Brytanii, Hiszpanii, Francji, Belgii, Luksemburga, Niemiec, Szwajcarii, Austrii, Włoch, Danii, Szwecji, Norwegii, Finlandii, Estonii, Litwy, Polski, Czech, Słowacji, Węgier, Białorusi, Ukrainy, Rumunii i europejskiej części Rosji. Na zachód sięga Pirenejów, a na północ Półwyspu Kolskiego. Poza Europą znany jest z Turcji oraz północno-zachodniej Syberii.